# Börje Björkholm
Börje Reinhold Björkholm, född 17 augusti 1927 i Västervik, död 27 januari 2012 i Göteborg, var en svensk officer i Flygvapnet.

## Biografi
Björkholm blev fänrik i Flygvapnet 1950. Han befordrades till löjtnant vid Krigsflygskolan 1952, till kapten vid Försvarsstaben 1960, till major vid Kalmar flygflottilj 1965, överstelöjtnant 1965, överste 1975 och överste av 1:a graden 1980. 
Åren 1975–1976 var han ställföreträdande sektorflottiljchef och tillika flottiljchef för Västmanlands flygflottilj (F 1/Se O5). Åren 1980–1981 var han sektorflottiljchef för Västmanlands flygflottilj (F 1/Se O5). 1981–1983 var han flottiljchef för Västmanlands flygflottilj (F 1). Den 30 juni 1983 var han med och avvecklade flottiljen. Björkholm övergick sedan samma år som flottiljchef för Bråvalla flygflottilj (F 13), fram till hans pensionsavgång 1987.
Björkholm är gravsatt i minneslunden på Västrums kyrkogård. Han var gift med Brita Andersson, tillsammans fick de tre barn, Dag, Carin och Peter.